# هربرت راب
هربرت راب (بالألمانية: Herbert Raab)‏ هو عالم حاسوب وعالم فلك نمساوي، ولد في 24 يناير 1969 في لينتس في النمسا.